# Burtina continua
Burtina continua är en fjärilsart som beskrevs av Walker 1864. Burtina continua ingår i släktet Burtina och familjen mätare. Inga underarter finns listade i Catalogue of Life.